# قبعة الألومنيوم

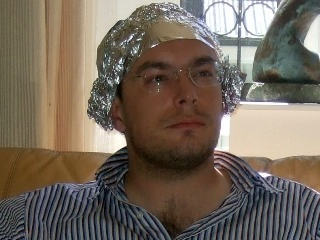
رجل يرتدي قبعة الألومنيوم

قبعة الألومنيوم أو قبعة الشرائح، قبعة مصنوعة من طبقة أو أكثر من ورق الألومنيوم، أو قطعة من قبعة رأس تقليدية ملفوفة بالشرائح، بهدف أو على أمل حماية العقل من التهديدات المتمثلة في المجالات الكهرومغناطيسية، غسيل الدماغ، التنويم المغناطيسي، التخاطر وقراءة الأفكار. توسعت الإشاعة من كون القبعة تحمي العقل إلى كونها صيحة وعلاج لكل من جنون الارتياب، الأوهام التعسفية. يتم إستخدامها في الوقت الحالي كمثال على العلوم الزائفة والإشارة إلى نظريات المؤامرة.
لاحظ أن اسم قبعة القصدير هو اسم مصغر لقبعة صفائح الألومنيوم، حيث كانت القبعة تصنع من القصدير قبل أن يتم إستبداله بشرائح الألومنيوم.

## الأصل
تمت صناعة القبعة في المرة الأولى بهدف حماية الدماغ البشري من المجالات الخارجية. تم ذكر الفكرة في العديد من قصص الخيال العلمي مثل قصة جوليان هكسلي القصيرة «منديل ثقافه الملك» نشرت للمرة الأولى في عام 1926، التي أكتشف فيها بطل الرواية أن قبعة من صفائح الحديد تستطيع حجب تأثير الإتصال عن بعد.
يعتقد بعض الناس بأن للقبعة قدرة خاصة في منع التخاطر والتحكم العقلي الذي تستخدمه الحكومة، الجواسيس، المصابين بجنون الارتياب، الأجهزة التي تستهدف إدراك خارج الحواس أو أشعة الميكروويف. يؤمن العديد من البشر في مختلف المدن على مستوى العالم بأنهم أهداف فردية محتملة متهمين الحكومة بالتجسس عليهم ومضايقتهم. قام هؤلاء بإنشاء مواقع تواصل، خطوط إتصال آمنة، مؤتمرات سرية، مجموعات دعم لمناقشة مخاوفهم كان من ضمن نتائج المؤتمرات ضرورة استخدام قبعة الألومنيوم للحماية. على مر الزمان تم ربط مصطلح قبعة الشرائح أو قبعة شرائح الألومنيوم بمرضى جنون الارتياب والمؤمنين بنظريات المؤامرة.

## الأساس العلمي
إن فكرة أن تقوم قبعة مصنوعة من صفائح معدن ثقيل بتقليل شدة تأثير موجات إشعاع الراديو على المستقبلات الحثية داخل العقل البشري تعرضت للعديد من التشكيك العلمي، فمع توثيق تأثير موجات الراديو القوية على المخ منذ فترة وجيزة، حاول العلماء صناعه سلاح مضاد لهذه التقنية فقاموا بصناعة قبعة إدعوا أنها تحجب هذه الموجات تماما كما يفعل قفص فاراداي، الذي يقوم بتقليل وحجب الموجات عمن يقف بداخله.
تم إجراء إختبار فيزيائي في إحدى المدارس الثانوي يتضمن استخدام بث إذاعي ت م على شرائح الألومنيوم، ومن ثم تغطية مصدر الموجات بصندوق معدني. لاحظ القائمين على التجربة ضعف كبير في قوة الأشعة الموجهة على الجسم. تعتمد كفاءة الحجب أو التقليل على سمك السبائك، وهو ما يعرف «بالتأثير الجلدي». فعلى سبيل المثال، نص مم عمق من شرائح الألومنيوم يمكنه منع إشعاع يصل إلى 20 كيلو هيرتز (سواء كانت موجات بث إذاعي ت م "AM" أو موجات FM).
مع الأخذ في الاعتبار بأنه لا يتم بيع صفائح ألومنيوم بهذا السمك لذلك يتم لف أكثر من طبقة على الجسم لتحقيق نفس التأثير.
يوجد اعتقاد سائد بأن ورق الألومنيوم يحمي من آثار الإشعاع الكهرومغناطيسي. على الرغم من التجارب التي تؤكد التأثير السلبي للإشعاع، لم يتم نشر أي تجربة علمية تثبت صحة أو خطأ تأثير قباعات الألومنيوم على البشر.
في عام 1962، إكتشف ألان اتش. فراي تأثير موجات الميكروويف الصوتي والتي بسببها أصبحنا نلتقط كل الموجات على شكل نقرات أو طنين.

## في الفن والثقافة الشعبية
ظهرت القبعات المصنوعة من الألومنيوم في العديد من الأفلام مثل فيلم الإشارات عام 2002، بطولة ميل غيبسون.

## وصلات خارجية
- مجتمع مرتديين القبعات الألومنيوم
- نظرية المؤامرة- قبعة الألومنيوم